# Ecliptopera caradjai
Ecliptopera caradjai là một loài bướm đêm trong họ Geometridae.